# ヘルズ・エンジェルス

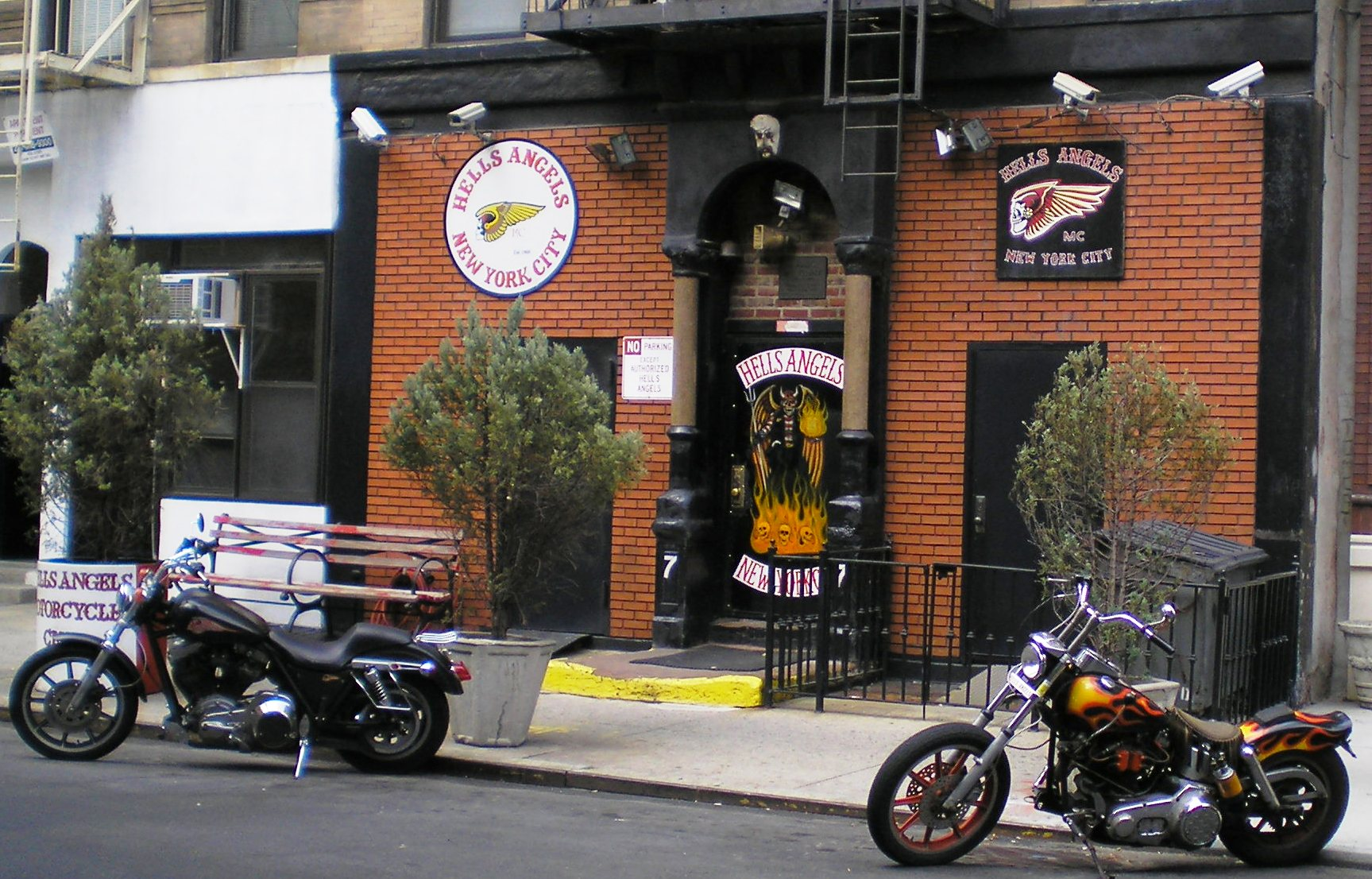
ニューヨーク・イーストサイドにあるヘルズ・エンジェルスの旧本部（2019年に売却され賃貸マンションに改修予定） by David Shankbone

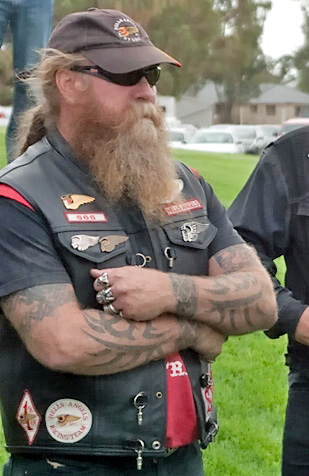
ヘルズ・エンジェルスのメンバー

ヘルズ・エンジェルス（Hells Angels、「地獄の天使」の意） は、アメリカ合衆国で誕生した国際的モーターサイクル・ギャング（オートバイに乗った暴力団）である。1948年3月17日にカリフォルニア州フォンタナで結成された。アメリカ連邦捜査局（FBI）はヘルズ・エンジェルスを、Big4のひとつとして「アウトロー・オートバイギャング」に指定している。
主な収入源は殺人、強盗、恐喝、売春、重火器及び違法薬物の密売、現在でもカリフォルニアの地方支部は活発な活動を続けている。クラブ名の「Hells Angels」は、ハワード・ヒューズが監督したイギリス陸軍航空隊を描いた映画『地獄の天使』 (Hell's Angels) に由来する。世界中の22か国に300以上の支部を持ち、およそ10000人（下部組織も含めると20000人以上）のメンバーが所属している。

## 活動
非合法活動に関わっており、バイクに乗ったアメリカのギャング集団「アウトロー・バイカー」の組織で、1960年代の非合法、反体制活動の象徴として語られることが多い。売春や麻薬の密売といった非合法活動から多くの資金を得たと見なされ、アメリカ国内の辺境部、特に南部および南西部では、ヘルズ・エンジェルスがメタンフェタミン（覚醒剤）の生産および密売に深く関わっていたとの主張がある。関係した多くの活動は不法なものと見なされ、いくつかの国ではクラブ自体が不法なものとされた。
ヘルズ・エンジェルスの最初の支部であるオークランド支部は特に悪名高く、その悪名はラルフ”ソニー”バージャーとの関係によるものであった。ソニー・バージャーは自叙伝『Hell's Angel: The Life and Times of Sonny Barger and the Hells Angels Motorcycle Club』を執筆し、同書は国際的なベストセラーとなった。バージャーは刑務所で十年以上服役し、釈放後はオートバイ小説を執筆したが、結局は自社ブランドのビールを創立することとなった。
しかし、ヘルズ・エンジェルス自身は組織的に非合法活動を行ったのではなくクラブの個々人がそのような活動に個人的に深く関わっていたと主張し、ヘルズ・エンジェルス・オートバイ・クラブ (Hells Angels Motorcycle Club, HAMC) は単なるオートバイ・クラブであると公言している。自らを「1%クラブ」と呼び（アメリカン・モーターサイクリスト・アソシエーションが「99%のバイク乗りは遵法的である」と主張したことによる）、メディア・センセーショナリズムの犠牲者であるとし、メンバーのほとんどは遵法的な市民であると主張している。

## オルタモントの悲劇
1969年12月6日、ヘルズ・エンジェルスは500ドル相当のビールを報酬として、カリフォルニア州オルタモント・スピードウェイで行われたローリング・ストーンズ主催のフリー・コンサートの観客整理に雇われた。ストーンズが「アンダー・マイ・サム」を演奏しているとき、メンバーのアラン・パサーロが観客の一人だった黒人青年のメレディス・ハンターを殺害した（メレディス・ハンターの死）。パサーロの行為はハンターが銃をステージに向けていたための正当防衛と認められ、彼は釈放された。この事件の一部は1970年に公開されたドキュメンタリー映画『ギミー・シェルター』に記録されている。
ヘルズ・エンジェルスはコンサート後、メディアの注目を集めることとなった。自分達の活動を正当化し、事件におけるHAMCの立場を説明するためソニー・バージャーはカリフォルニアの地方ラジオ局に出演した。彼は群衆がヘルズ・エンジェルスのオートバイを破壊した後は単に暴力がスタートするだけだと主張した。
1960年代、エンジェルスは海外で紛争中のアメリカ軍に対して「奉仕」を申し入れた。アメリカ軍はエンジェルスの申し入れを取り上げなかったが、カウンター・カルチャーの理想として彼らを認めていた大衆はこの申し入れを裏切り行為として見なすようになった。バークレーで行われたベトナム・デイ・コミッティー行進のデモ参加者をヘルズ・エンジェルスが攻撃すると、彼らと対立する反戦文化グループとの反目はより具体的な暴力事件として明らかになった。反戦団体「ジョン・ブラウン・ブレザレン」の6人のメンバーはカリフォルニア州サンフランシスコでエンジェルスを攻撃し、4名を殺害した。
ラトルズの『オール・ユー・ニード・イズ・キャッシュ』ではヘルス・エンジェルズ役のロン・ウッドがアップル・レコードの用心棒役になり、ジョージ・ハリスンのパロディであるスティッグ・オハラに暴力を振った。顔をハンカチで覆い痛そうな顔して担架に乗っているスティッグが映し出された。

## カナダ支部
バンクーバー・サン紙が報じるところによれば、カナダにはアメリカ合衆国を含む国の中で最も多くのヘルズ・エンジェルスのメンバーが存在するという。彼等は1970年代にケベック州において最初のカナダ支部を設立した。
1990年代に同じケベック州に拠点を置くロック・マシーンと抗争になっていた他、バンクーバーの多人種ストリートギャングとは協定を結んでいた。

## オランダ支部
ヤブ・ヤムはオランダのアムステルダムにある高級売春宿で、オーナーはヨーロッパの麻薬王であったクラース・ブルインスマであった。売春婦らは新聞などで募集され、中には学生もいたという。1990年にブルインスマとその仲間であるロイ・アトキンスは、クラブで銃撃戦を行った。原因は彼らがマフィアの思惑通りにならなかったためであった。銃撃戦では誰も負傷せずに済んだものの、誰も警察には何も言わなかった。その後アトキンスは殺害され、ブルインスマは翌91年に射殺された。ヤブ・ヤムは彼の仲間サム・クレッパー、ジョン・ミーレメットとオランダのヘルズ・エンジェルスが引き継ぐことになった。クレッパーは2000年に殺害され、ミーレメットは2002年に殺害されかけたがこれを乗り切ったものの、2005年に殺害された。ヤブ・ヤムがヘルズ・エンジェルスとマフィアによって長い間経営されていたことが明らかになったのは、2006年の新聞2紙の記事によるものであった。アムステルダムの市議会は2007年12月にヤブ・ヤムの認可を取り消した。ヤブ・ヤムはこれを不服として訴えを起こしたものの、店は2008年1月7日に閉店した。

## 対ディズニー訴訟
2007年3月、ヘルズ・エンジェルスは商標権侵害でウォルト・ディズニーを訴えた。訴えによれば、映画『団塊ボーイズ』において、ディズニー・フィルムが許可無くヘルズ・エンジェルス・モーターサイクル社という社名とロゴを使用したとする。映画はティム・アレン、ジョン・トラボルタ、マーティン・ローレンス、ウィリアム・H・メイシーらが出演し、彼ら中年グループがバイクを乗り回すという内容である。